# Liste der Bodendenkmäler in Oberottmarshausen
Auf dieser Seite sind die Bodendenkmäler in der schwäbischen Gemeinde Oberottmarshausen zusammengestellt. Diese Tabelle ist eine Teilliste der Liste der Bodendenkmäler in Bayern. Grundlage ist die Bayerische Denkmalliste, die auf Basis des Bayerischen Denkmalschutzgesetzes vom 1. Oktober 1973 erstmals erstellt wurde und seither durch das Bayerische Landesamt für Denkmalpflege geführt wird. Die folgenden Angaben ersetzen nicht die rechtsverbindliche Auskunft der Denkmalschutzbehörde.

## Bodendenkmäler der Gemeinde Oberottmarshausen

### Bodendenkmäler in der Gemarkung Kleinaitingen
| Lage                     | Objekt                       | Akten-Nr.     | Bild |
| ------------------------ | ---------------------------- | ------------- | ---- |
| Kleinaitingen (Standort) | Grabhügel der Hallstattzeit. | D-7-7731-0091 |      |

### Bodendenkmäler in der Gemarkung Oberottmarshausen
| Lage                         | Objekt | Akten-Nr.     | Bild |
| ---------------------------- | --- | ------------- | ---- |
| Oberottmarshausen (Standort) | Straße der römischen Kaiserzeit (Via Claudia). | D-7-7731-0036 |      |
| Oberottmarshausen (Standort) | Grabhügel der Bronzezeit und Hallstattzeit. | D-7-7731-0102 |      |
| Oberottmarshausen (Standort) | Grabhügel der Hallstattzeit. | D-7-7731-0103 |      |
| Oberottmarshausen (Standort) | Grabhügel vorgeschichtlicher Zeitstellung. | D-7-7731-0104 |      |
| Oberottmarshausen (Standort) | Körpergräber vor- und frühgeschichtlicher Zeitstellung. | D-7-7731-0105 |      |
| Oberottmarshausen (Standort) | Mittelalterliche und frühneuzeitliche Befunde im Bereich der Katholischen Pfarrkirche St. Vitus in Oberottmarshausen, darunter Burgstall des Mittelalters.                  | D-7-7731-0106 |      |
| Oberottmarshausen (Standort) | Brandgräber und Siedlung der römischen Kaiserzeit. | D-7-7731-0174 |      |
| Oberottmarshausen (Standort) | Brandgräber der Glockenbecherkultur, Körpergräber der frühen und mittleren Bronzezeit, Brandgräber der späten Bronzezeit und Urnenfelderzeit, Siedlung der Urnenfelderzeit. | D-7-7731-0265 |      |
| Oberottmarshausen (Standort) | Siedlung vor- und frühgeschichtlicher Zeitstellung. | D-7-7731-0298 |      |